# Прохоры (Приморский край)
Прохоры — село в Спасском районе Приморского края, административный центр Прохорского сельского поселения.

## География
Село Прохоры находится к югу от города Спасск-Дальний, расположено западнее автотрассы «Уссури».
Расстояние до районного центра Спасск-Дальний (на север по автотрассе «Уссури») около 13 км.
На запад от села Прохоры идёт дорога к станции Кнорринг Дальневосточной железной дороги, расстояние до станции около 5 км.

## История
Основано в 1887 году. Названо или по имени одного из первых переселенцев (первоначально — Прохоровка) из села Берестенец Черниговской губернии, или перенесено переселенцами из села Прохоры Борзенского уезда Черниговской губернии.
В 1920 году в селе открылась бесплатная изба-читальня.

## Население
| 1893  | 1895  | 1897  | 1900  | 1902  | 1910  | 1912  |
| ----- | ----- | ----- | ----- | ----- | ----- | ----- |
| 631   | ↘562  | ↗768  | ↗861  | ↗1065 | ↗1476 | ↘1467 |
| 1915  | 1923  | 1926  | 2002  | 2003  | 2010  |       |
| ↗1608 | ↗2899 | ↘2183 | ↘1208 | ↘1096 | ↘1061 |       |

## Улицы
| - ул. Интернациональная, - ул. Колхозная, - ул. Комсомольская, | - ул. Ленинская, - ул. Молодёжная, - ул. Новая, | - ул. Советская, - ул. Спасская, - пер. Школьный. |

## Экономика
Сельскохозяйственные предприятия Спасского района.

## Известные уроженцы
- Ловейко, Иосиф Игнатьевич (1906—1996) — советский архитектор. Народный архитектор СССР.
- Судаков-Билименко, Георгий Петрович (1900—1937) — первый ректор Московского авиационного института.